# カンガー
カンガー（マレー語: Kangar）は、マレーシア北西端部に位置するプルリス州の州都である。

## 概要
人口は約5万人、面積は2619.4 ha。マレーシア半島部の最北に位置しており、プルリス川の畔に存在している。マレーシアの州都の中で最も小さく、住民の大部分も農夫や公務員である。
カンガーという市名はKangkokあるいはSpizaetus Limnaetuと呼ばれるタカの1種に由来するとされている。

## 名蹟

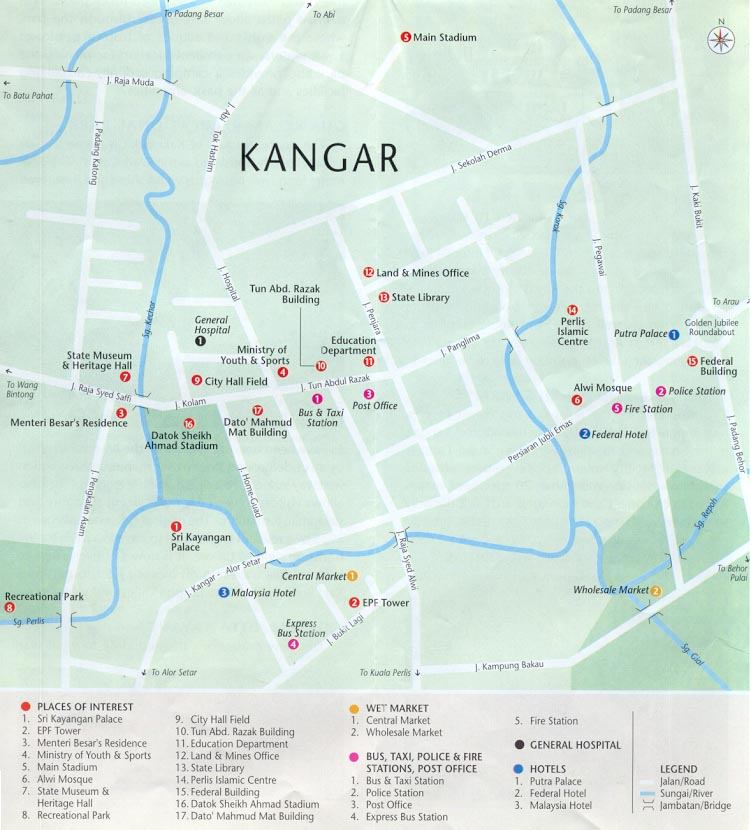
市内地図

カンガーの繁華街は古い店と新しい店とが混在しており、古い物はコロニアル様式のプルリス州庁舎や1930年代からの時計塔などが存在している。その他、以下のような建築物がある。
- EPFタワー - カンガー有数の高所
- ダト・ワン・アマド家
- クブ・ヒル・レクレーショナルパーク
- マレー世界武器博物館
- メダン山
- プルリス・クラフト・カルチュラル・コンプレックス
- プルリス州立博物館
- シェド・アルウィ・モスク - 1910年築のかつての州のモスク
- トゥアンク・シェッド・プトラ・スタジアム - プルリスFAの本拠地
- クアラ・プルリス・バスターミナル、クアラ・プルリス・フェリーターミナル